# Anadelosemia
Anadelosemia is een geslacht van vlinders van de familie snuitmotten (Pyralidae), uit de onderfamilie Phycitinae.

## Soorten
- A. base Dyar, 1919
- A. condigna Heinrich, 1956
- A. fifria Dyar, 1919
- A. obstitella Schaus, 1913
- A. senesciella Schaus, 1913
- A. tecmessella Schaus, 1913
- A. texanella Hulst, 1892